# Usa (rejon stołpecki)
Usa (biał. Уса, Usa; ros. Уса, Usa) – chutor na Białorusi, w obwodzie mińskim, w rejonie stołpeckim, w sielsowiecie Naliboki.
Współcześnie miejscowość obejmuje także dawną osadę Sutoki.

## Warunki naturalne
Chutor położony jest w wewnątrz Puszczy Nalibockiej, przy ujściu Szury do Usy, w pobliżu granicy Nalibockiego Rezerwatu Krajobrazowego.

## Historia
W XIX i w początkach XX w. zaścianek położony w Rosji, w guberni wileńskiej, w powiecie oszmiańskim.
W dwudziestoleciu międzywojennym leśniczówka Usa i osada Sutoki leżały w Polsce, w województwie nowogródzkim, w powiecie stołpeckim, w gminie Naliboki. W 1921 Usa liczyła 24 mieszkańców, zamieszkałych w 2 budynkach, Sutoki liczyły zaś 9 mieszkańców, zamieszkałych w 1 budynku. Obie miejscowości zamieszkiwali wyłącznie Polacy wyznania rzymskokatolickiego.
W 1943 w ramach operacji Hermann Sutoki zostały spacyfikowane i zniszczone przez Niemców.
Po II wojnie światowej w granicach Związku Sowieckiego. Od 1991 w niepodległej Białorusi.